# Baraolt
Baraolt (pronunciat en romanès: [baraˈolt] ; hongarès: Barót, pronounced [ˈBɒroːt]) és una ciutat i un districte administratiu del comtat de Covasna (Romania). Es troba a la terra de Székely, una regió etno-cultural a l'est de Transsilvània. La ciutat fou esmentada per primera vegada com a assentament el 1224. Administra cinc pobles:
- Biborțeni / Bibarcfalva
- Bodoș / Bodos
- Căpeni / Köpec
- Micloșoara / Miklósvár
- Racoșul de Sus / Felsőrákos

## Demografia
Segons el cens del 2011, Baraolt té una població de 8.567 habitants i una majoria hongaresa Székely absoluta 8.213 (96%) hongaresos, 237 (3%) romanesos, 100 gitanos, 15 més). Aproximadament el 47,9% dels habitants de la ciutat s'adhereixen a l'església reformada hongaresa, mentre que el 29,9% segueixen el catolicisme romà, el 16,8% es consideren unitaris i el 2,6% són ortodoxos romanesos. Segons el cens del 2011, la composició ètnica de la ciutat era la següent: Székely Hungarian formava (9.271 (95,87%) hongaresos, 300 (3,1%) romanesos, 84 gitanos, 15 més).

La ciutat té un institut i un hospital provincial amb 82 llits. Les especialitats de l’hospital inclouen medicina interna, cirurgia, obstetrícia i ginecologia i pediatria; també té un servei d’accidents i emergències.

## Enllaços externs

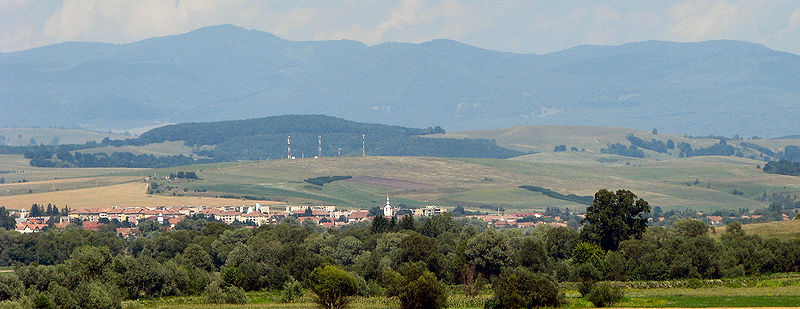
Vista de la ciutat